# سباستيان رودريغيز
سباستيان رودريغيز (بالإسبانية: Sebastián Rodríguez)‏ (16 أغسطس 1992 بمونتفيدو في الأوروغواي - ) هو لاعب كرة قدم أوروغواني في مركز الوسط. شارك مع منتخب الأوروغواي تحت 17 سنة لكرة القدم. أما مع النوادي، فقد لعب مع نادي ألميريا ونادي دانوبيو ونادي فلازنيا شكودر ونادي ليفربول ونادي ألميريا ب ونادي لوكارنو.

## وصلات خارجية
- سباستيان رودريغيز على موقع قاعدة بيانات كرة القدم.إي يو (الإنجليزية)
- سباستيان رودريغيز على موقع Soccerway.com (الإنجليزية)